# Festival RTP da Canção 1979
El XVI Festival RTP da Canção se celebró el 24 de febrero de 1979 en el Cinema Monumental de Lisboa, presentado por José Fialho Gouveia y Manuela Moura Guedes.
Tres semifinales a lo largo del mes de febrero redujeron de 27 a 9 las canciones candidatas a representar a Portugal en el Festival de la Canción de Eurovisión 1979. Las tres primeras de cada semifinal pasaron a la final, que fue emitida en todo el país por la RTP. Veintidós jurados regionales representando a las distintas regiones del país, además de las islas Azores y Madeira eligieron al ganador.
La canción elegida fue Sobe, sobe, balão sobe, cantada por Manuela Bravo y compuesta por Carlos Nóbrega e Sousa.
La canción que quedó en 2.º lugar, "Eu só quero", interpretada por Gabriela Schaaf, representaría a Portugal en el Festival de Intervisión.

## Resultados de la final
| N.º | Artista               | Canción                    | Puntos | Posición |
| --- | --------------------- | -------------------------- | ------ | -------- |
| 1   | Gonzaga Coutinho      | "Tema para um homem só"    | 102    | 5ª       |
| 2   | Pedro Osório S.A.R.L. | "Uma canção comercial"     | 123    | 3ª       |
| 3   | Concha                | "Qualquer dia, quem diria" | 78     | 6ª       |
| 4   | Gabriela Schaaf       | "Eu só quero"              | 132    | 2ª       |
| 5   | Tózé Brito            | "Novo canto Português"     | 110    | 4ª       |
| 6   | Teresa Silva Carvalho | "Cantemos até ser dia"     | 52     | 9ª       |
| 7   | Florência             | "O combóio do Tua"         | 63     | 8ª       |
| 8   | Manuel José Soares    | "Quando chego a casa"      | 76     | 7ª       |
| 9   | Manuela Bravo         | "Sobe, sobe, balão sobe"   | 149    | 1ª       |

## Portugal en Eurovisión 1979
Manuela Bravo fue la primera en actuar en el festival, antes de Italia. Tras las votaciones, la canción había recibido 64 puntos, quedando Portugal noveno de 19 países. Fue la posición más alta de Portugal desde 1972.

## Portugal en Intervisión 1979
Gabriela Schaaf fue la segunda en actuar en la final, tras Bélgica y antes que Bulgaria. Obtuvo 6 puntos, quedando en 12.º lugar entre 13 participantes.